# Fire Emblem: Three Houses
Fire Emblem: Three Houses (ファイアーエムブレム 風花雪月, Faiā Emuburemu Fūkasetsugetsu) est un jeu vidéo du genre tactical RPG au tour par tour édité par Nintendo et développé par Intelligent Systems et Koei Tecmo Games, sorti sur Nintendo Switch le 26 juillet 2019. C'est le seizième épisode de la série Fire Emblem (ou le treizième si l'on exclut les remakes des trois premiers opus de la série) et le premier sur Nintendo Switch.

## Trame

### Univers
Fire Emblem: Three Houses se déroule dans un monde fictif, médiéval et fantastique nommé Fódlan, où l'Église de Seiros exerce une autorité sur ses habitants,.
Au sein de cet univers, il existe un établissement d'élite ouvert aux nobles et aux roturiers très doués, l'Académie des officiers. Situé dans le monastère de Garreg Mach, le siège de l'Église de Seiros, on y apprend à manier les armes et la magie. Les étudiants sont séparés en trois maisons : les Cerfs d'or, qui représentent l'Alliance de Leicester, les Aigles de jais, qui représentent l'Empire d'Adrestia, et les Lions de saphir, qui représentent le Saint-Royaume de Faerghus.

### Personnages
Le joueur incarne un mercenaire, homme ou femme, à qui l'Académie des Officiers propose un poste d'enseignant. Ce personnage est appelé Byleth par défaut : il est possible de changer son nom et sa date de naissance. Il choisit laquelle des trois maisons il représentera.
Edelgard, Dimitri et Claude sont les trois protagonistes du jeu. Tous trois élèves à l'Académie des officiers, ils sont délégués de classe, respectivement pour les Aigles de jais, les Lions de saphir et les Cerfs d'or. Chacun des trois est pressenti pour régner sur sa région du continent : Edelgard est la princesse de l'Empire, Dimitri le prince héritier du Royaume et Claude le petit-fils du dirigeant de l'Alliance. Le jeu comporte sept personnages étudiants jouables, en plus du délégué, dans chaque maison : ainsi, on commence avec une équipe de neuf combattants.
Les étudiants sont respectivement pour chaque maison :
Aigles de jais
- Edelgard von Hresvelg : Déléguée des Aigles de jais, fille de l'empereur Ionius IX et princesse héritière de l'Empire d'Adrestia. Derrière son élégance et son assurance se cache une ambition sans mesure.
- Hubert von Vestra : Héritier du Marquis von Vestra et vassal d'Edelgard. D'apparence sinistre, c'est un stratège pragmatique entièrement dévoué à sa suzeraine.
- Ferdinand von Aegir : Héritier du duc Ludwig von Aegir, chancelier de l'Empire. Excellant tant dans les arts littéraires que militaires, il s'efforce de vivre selon les règles de la noblesse.
- Linhardt von Hevring : Héritier du comte Waldemar von Hevring, ministre des affaires intérieures. Un ami proche de Caspar, sa paresse n'a d'égale que sa perspicacité.
- Caspar von Bergliez : Puîné du comte Leopold von Bergliez, ministre de la guerre. Bien que son tempérament de tête-brûlée lui cause souvent des ennuis, c'est un jeune homme honnête et épris de justice.
- Bernadetta von Varley : Héritière du comte Grégoire von Varley, ministre des affaires religieuses. Son anxiété la pousse à éviter toute interaction sociale.
- Dorothea Arnault : Ancienne chanteuse vedette de la compagnie d'opéra Mittelfrank. D'origine modeste, elle recherche un partenaire qui saura l'aimer même lorsque l'âge aura eu raison de sa beauté et de ses talents de chanteuse.
- Petra Macneary : Princesse héritière et petite-fille du roi de Brigid, un royaume vassal de l'Empire situé dans un archipel à l'ouest de Fódlan. Elle maîtrise encore mal la langue de Fódlan, mais donne toujours le maximum dans tout ce qu'elle entreprend.

Lions de saphir
- Dimitri Alexandre Blaiddyd : Délégué des Lions de saphir, fils du regretté roi Lambert et prince héritier du Saint-Royaume de Faerghus. Bien que chevaleresque, sa personnalité renferme une part d'ombre.
- Dedue Molinaro : Vassal de Dimitri et survivant de la tragédie de Duscur. Entièrement dévoué à son suzerain qui lui a sauvé la vie, c'est un homme calme et gentil mais dont la taille et l'attitude sévère peuvent intimider.
- Felix Hugo Fraldarius : Héritier du duc Rodrigue Achille Fraldarius, dirigeant d'une maison majeure du royaume. Solitaire, il cherche à devenir plus fort par ses propres moyens.
- Ashe Ubert : Fils adoptif du seigneur Lonato Gildas Gaspard, dirigeant d'une maison mineure du royaume. Autrefois contraint à la délinquance pour nourrir ses frères et sœurs, c'est un jeune homme sérieux qui s'entraîne et étudie de son mieux pour être digne de celui qui l'a adopté.
- Sylvain Jose Gautier : Héritier du margrave Matthias Raoul Gautier, dirigeant d'une maison majeure du royaume. Il éprouve une attirance irrésistible pour les jolies femmes.
- Mercedes von Martritz : Fille adoptive d'un marchand de la capitale du royaume, elle appartenait autrefois à la petite noblesse de l'empire. Facile à vivre, elle est dotée d'une personnalité douce.
- Annette Fantine Dominic : Fille du chevalier Gustave Eddie Dominic, aussi connu sous le nom de Gilbert, et nièce du Baron Dominic, dirigeant d'une maison mineure du royaume. Bien qu'elle soit bonne élève, elle a souvent tendance à en faire trop.
- Ingrid Brandl Galatea : Fille du comte Gunnar Galatea, dirigeant d'une maison mineure du royaume. Aspirant à devenir chevalier, elle a perdu son fiancé Glenn Govan Fraldarius, le grand frère de Felix, au cours de la tragédie de Duscur survenue quatre ans auparavant.

Cerfs d'or
- Claude von Riegan : Délégué des Cerfs d'or et petit-fils du dirigeant de l'Alliance de Leicester. Il combine à la perfection une personnalité sympathique et un don inégalé de comploteur.
- Lorenz Hellman Gloucester : Héritier du comte Erwin Fritz Gloucester, dirigeant d'une maison majeure de l'alliance. Très conscient de ses responsabilités, il est convaincu que la ségrégation des rôles de la noblesse et des roturiers est une bonne chose, même si cela lui donne un air condescendant.
- Raphael Kirsten : Fils orphelin d'une famille de marchands de l'alliance. C'est un optimiste qui s'entraîne dur pour devenir chevalier. Amateur de nourriture, il n'aime pas beaucoup les cours.
- Ignatz Victor : Puîné d'une famille de marchands de l'alliance. C'est un jeune homme sensible qui aime l'art et la beauté de la nature. Bien qu'il tente de devenir chevalier, il semble avoir une autre vocation.
- Lysithea von Ordelia : Héritière de maison Ordelia, maison mineure de l'alliance à la frontière de l'empire. Élève brillante, c'est aussi la plus jeune de la promotion et déteste être traitée comme une enfant.
- Marianne von Edmund : Fille adoptive du margrave Edmund, dirigeant d'une maison majeure de l'alliance. Très réservée, elle aime les animaux et est très religieuse. Elle est convaincue d'être victime d'un maléfice hérité de son ancêtre le héros Maurice, transformé en bête démoniaque.
- Hilda Valentine Goneril : Vassale de Claude et puînée du duc Goneril, une maison majeure de l'alliance. Paresseuse, elle a l'habitude de manipuler les autres pour qu'ils accomplissent ses tâches à sa place.
- Leonie Pinelli : Fille d'un chasseur du village de Sreng et ancienne apprentie de Jeralt Reus Eisner, le père de Byleth. Très franche quitte à être brutale, elle est très fière de ses origines roturières et veut défendre les innocents qui ne peuvent se défendre eux-mêmes.

On compte également des personnages non étudiants dans le monastère. Certains sont des enseignants, d'autres des chevaliers travaillant pour l'archevêque Rhea, ou encore des moines. Certains de ces personnages sont jouables : les enseignants peuvent être recrutés après l'année scolaire classique, tandis que des employés du monastère peuvent être recrutés à partir d'un certain niveau d'amitié. Il est également possible de convaincre des étudiants n'étant pas membre de la maison dont le joueur est le professeur de rejoindre cette dernière, à quelques exceptions près. Dans ce cas ces personnages seront remplacés par des personnages non-joueur génériques lors des simulations de bataille et n'apparaîtront pas comme des adversaires dans l'histoire principale.

### Histoire
Le jeu se divise en deux parties. Dans la première partie, qui dure douze chapitres, le joueur joue son rôle de professeur à l'Académie des officiers. La seconde partie se déroule cinq ans plus tard : les élèves ont achevé leurs études et les trois factions du continent sont en guerre. Quelle que soit la maison choisie par le joueur, l'histoire principale est la même pour la première partie, mais le scénario de la seconde partie dépend du camp choisi,.

#### Prologue
Le protagoniste du jeu, Byleth, se réveille après avoir rêvé d'une jeune fille aux cheveux verts. Il discute avec son père, Jeralt. Tous deux sont mercenaires et partent pour une nouvelle mission. Apparaissent alors trois jeunes gens, Dimitri, Edelgard et Claude, qui sont pourchassés par des bandits. Ce chapitre du jeu sert également de tutoriel, le père du personnage principal lui expliquant les principales techniques du jeu. À la fin du combat, un brigand tente d'attaquer Edelgard. Byleth s'interpose et parvient à la sauver, au prix de sa vie. À l'instant où le brigand assène le coup, la fille aux cheveux verts, qui dit s'appeler Sothis, apparaît à Byleth dans ses pensées et lui accorde le pouvoir de l'impulsion divine lui permettant de remonter le temps, ce qui permettra de préserver la vie d'Edelgard ainsi que la sienne. Apparaît alors un chevalier, Alois, qui retrouve les adolescents et montre qu'il connaît Jeralt depuis longtemps, évoquant un passé où tous deux étaient chevaliers de l'Église de Seiros. En fin de chapitre, les trois jeunes nobles expliquent d'où ils viennent et de quels pays ils sont les héritiers. Ils demandent au protagoniste quel est son pays favori, sans incidence sur la suite de l'histoire.
Au début du chapitre suivant, une cinématique explique le contexte général de la région : trois grandes nations vivent en paix dans le continent de Fódlan, à savoir l'Empire d'Adrestia, le Royaume de Faerghus et l'Alliance Leicester. Le personnage principal, Byleth, se rend au monastère en compagnie d'Alois, des étudiants sauvés pendant le prologue et de son père. Il rencontre alors Rhea, l'archevêque de l'Église de Seiros, et son conseiller, Seteth. Rhea propose un poste d'enseignant à Byleth, qui rencontre les deux autres enseignants, la médecin et chanteuse Manuela et l'emblémancien et magicien Hanneman. Il peut ensuite se promener librement au sein du monastère et rencontrer tous les étudiants. À son retour auprès de Rhea, le personnage principal doit choisir la maison dont il souhaite devenir professeur. Ce choix conditionne le reste de l'histoire. Flayn, la petite sœur de Seteth, fait alors irruption dans la pièce, et Seteth explique qu'une simulation de bataille doit avoir lieu entre les maisons. Le chapitre s'achève avec une introduction aux emblèmes fournies par le professeur Hanneman.

#### Tronc commun: Nuées blanches
Au début du deuxième chapitre, Seteth commence par annoncer qu'il faudra combattre trois semaines plus tard : en effet, les étudiants du monastère reçoivent traditionnellement une mission à la fin de chaque mois afin de protéger les habitants des alentours. Il faut donc se rendre à Zanado, le Canyon Rouge, pour y décimer une horde de brigands. Avant le combat, Sothis fait irruption dans les pensées de Byleth pour lui donner accès à l'Impulsion Divine qui permet de remonter le temps et de sauver la vie d'un des élèves si nécessaire. À la fin du combat, Sothis et Byleth ont tous deux un fort sentiment de déjà-vu au sujet du canyon. Le délégué de la maison choisie parle à Byleth des vestiges d'architecture antique trouvés sur le lieu de l'affrontement. De retour au monastère, Rhea parle à Byleth de Zanado, une ancienne déesse disparue.
Le Seigneur Lonato, un noble du Royaume et père adoptif d'Ashe, lève ensuite des troupes contre l'Église dans le but d'assassiner Rhea. Le combat de ce chapitre consiste donc à éliminer les restes de la résistance après le passage des chevaliers de Seiros, accompagné de l'une d'entre eux, Catherine. Au début de la bataille, on en apprend plus sur les reliques de héros, des armes particulièrement puissantes et maniables seulement par les personnes portant les emblèmes associés. On en apprend aussi plus sur la Tragédie de Duscur, un régicide conduit à Duscur sur les parents de Dimitri, roi et reine de Faerghus, et s'étant soldé par le génocide des Duscuriens par les forces de Faerghus.
Au vu de la tentative d'assassinat fomentée contre elle, Rhea charge Byleth de l'aider à assurer la sécurité pendant le rituel de la renaissance de la Déesse. Byleth et les étudiants déduisent cependant que cette tentative d'assassinat n'est qu'une distraction et pas l'objectif réel des ennemis de l'Église, qui serait plutôt de s’infiltrer dans le mausolée où les restes de sainte Seiros sont censés reposer. À la fin du mois, la classe y tient effectivement en embuscade un groupe de voleurs dirigés par un mystérieux Chevalier macabre. Alors qu'un mage ennemi ouvre le tombeau de Seiros, il n'y trouve qu'une étrange épée. Byleth l'intercepte et découvre que cette épée est en fait une relique que lui seul peut manier. Après la bataille, Rhea révèle que cette lame est l'Épée du Créateur, autrefois maniée le roi de la libération Nemesis, et accorde à Byleth le droit de la conserver pour le moment.
Le mois suivant, Rhea et Seteth informent Byleth que Miklan, le grand frère de Sylvain déshérité car né sans emblème (un pouvoir transmis par le sang permettant à son détenteur de manier les reliques), a réuni un groupe de bandits et volé la Lance de la destruction, la relique de la maison Gautier. Sa mission est de tuer Miklan et recouvrer la lance. Accompagnés par le chevalier Gilbert, la classe s'aventure dans la tour de Conand où Miklan a élu domicile. Après avoir blessé ce dernier, la Lance de la destruction corrompt Miklan en le transforme en bête démoniaque, que les étudiants parviennent à vaincre non sans peine. Rhea commente par la suite que le destin de Miklan était un châtiment divin pour avoir eu l'audace de voler une relique, mais les délégués se lamentent que l'absence d'emblème ait ruiné sa vie au point de gâcher ses talents de commandement sur un groupe de brigands.
Des rumeurs concernant le Chevalier macabre refont surface alors que Flayn a disparu. Rhea et Seteth craignent qu'elle ait été enlevée et demandent à Byleth d'enquêter dans le monastère. Il découvre que le professeur Manuela et l'instructeur Jeritza ont également disparu. Dans la chambre de ce dernier, il retrouve Manuela évanouie et un passage secret ouvert derrière une étagère. Au bout de celui-ci, les étudiants découvrent Flayn et une autre étudiante, toutes deux inconscientes, et sont confrontés par le Chevalier macabre. Le combat est interrompu par un individu masqué de faisant appeler l'Empereur des Flammes, sonnant la retraite pour le Chevalier macabre. Les deux jeunes filles sauvées, Seteth conclut que Jeritza, qui n'a toujours pas reparu, est le Chevalier macabre, et qu'il convoite Flayn pour son sang, ce qui lui fait envisager de fuir le monastère avec sa sœur avant que cette dernière ne rejette la proposition. Enfin, Rhea explique que l'autre jeune fille est Monica von Ochs, une étudiante de l'empire de la promotion de l'année passée ayant disparu.
Le mois suivant a lieu la traditionnelle Bataille de l'Aigle et du Lion, une réplique simulée par les trois classes de la bataille historique ayant mené à l'indépendance de Faerghus. Après la victoire de la classe menée par Byleth sur la plaine de Gronder, les étudiants des trois classes organisent un festin et se souhaitent mutuellement de ne jamais avoir à réellement se battre les uns les autres à l'avenir.
Par la suite, Byleth et Jeralt apprennent de Manuela qu'un dangereux incident ayant eu lieu dans le village de Remire aurait été causé par de la magie noire. En se rendant sur place, ils y découvrent horrifiés des habitants comme possédés, en train de se massacrer entre eux alors que leur village est en proie aux flammes. Ils aperçoivent des individus suspects observant la scène et décident de les éliminer immédiatement. Alors qu'ils s'approchent, ils constatent que le commandant de ce groupe n'est autre que Tomas, le bibliothécaire du monastère, révélant qu'il était responsable de l'enlèvement de Flayn et sa véritable identité : Solon, un mage noir. Malgré l'intervention du Chevalier macabre, Solon est vaincu et informe Byleth avant de s'échapper que les évènements du village étaient une expérience dont les habitants ont servi de cobayes à leurs dépens. En cherchant des survivants après le combat, Byleth et Jeralt sont interrompus par l'Empereur des Flammes, qui reconnaît être un complice de circonstances de Solon mais désapprouver ses activités, poursuivant des objectifs distincts. Il propose vainement à Byleth de le rejoindre, après quoi il disparaît à nouveau. De retour au monastère, Seteth explique que Tomas était arrivé au monastère pour la première fois 40 ans auparavant sur recommandation de l'alliance de Leicester, mais qu'il avait disparu il y a quelques années avant de reparaître l'année précédent l'arrivée de Byleth. Quant à Jeritza, toujours présumé être le Chevalier macabre, il était devenu instructeur sur recommandation de l'empire d'Adrestia. Seteth s'inquiète de voir l'ennemi si bien implanté dans différents pays et capables d'infiltrer si facilement le monastère, tandis que Rhea place toutes ses attentes en Byleth et prie pour que la Déesse le protège, en la mentionnant enfin par son nom : Sothis, au grand étonnement de cette dernière. 
Le mois suivant, le monastère organise le traditionnel bal des étudiants, accompagné du concours de danse, la Coupe du Héron Blanc, où chaque maison désigne un étudiant qui devra se prouver meilleur danseur que ces deux rivaux. Pendant ce temps, Rhea charge Jeralt d'investiguer une chapelle sur le territoire du monastère qui a récemment été pillée. La veille du bal, Byleth convient avec sa classe de se réunir au monastère cinq ans plus tard, à l'occasion du festival célébrant le millième anniversaire de sa construction. Le lendemain du bal, Jeralt revient et annonce que des bêtes démoniaques ont été aperçues à l'intérieur de la chapelle, ainsi que des étudiants qui ne semblaient pas dans leur état normal. Jeralt, Byleth et sa classe se rendent sur les lieux et abattent les bêtes, qui se révèlent être des étudiants transformés avant de mourir. Après la bataille, à la recherche de survivants, Jeralt trouve Monica qui fait mine de le remercier de son aide, avant de le poignarder mortellement dans le dos. Byleth tente d'utiliser son impulsion divine pour prévenir l'incident, mais il est arrêté dans son mouvement par un mage non-identifié qui s'enfuit avec Monica. Jeralt meurt de ses blessures dans les bras de Byleth. Par la suite, ce dernier retrouve le journal de son père : il y apprend que d'après ce que Rhea a déclaré à Jeralt peu après sa naissance, sa mère, Sitri, serait morte en couche, ce sur quoi Jeralt émet des doutes. Il note également que bébé, Byleth ne pleure ni ne rit jamais, et que bien que son pouls soit normal, son cœur ne bat pas. Jeralt prit peur et utilisa un incendie comme prétexte pour fuir avec le bébé et disparaître. Sothis suspecte que sa présence dans les pensées de Byleth a un lien direct avec Rhea. En interrogeant cette dernière, il apprend que sa mère était une nonne du monastère et qu'elle aurait demandé à Rhea, dont elle était très proche, de sauver la vie de Byleth, qui n'aurait pas dû pouvoir survivre, en échange de la sienne. 
Un mois après la mort de Jeralt, les investigations menées par les chevaliers de Seiros pour retrouver ses meurtriers ont porté leurs fruits. Byleth et sa classe prennent d'assaut la forêt où ils ont été repérés et blessent sévèrement Kronya, la véritable identité de Monica. Alors qu'elle tente de s'enfuir, Solon apparaît et la trahit : il se sert d'elle comme d'un sacrifice pour un sombre rituel visant à emprisonner Byleth dans une dimension obscure. Dans ce nouveau monde, Sothis se remémore enfin qu'elle était autrefois la déesse de Fódlan et que Rhea est parvenue à la sceller dans Byleth lorsqu'il était nourrisson. Sothis explique que le seul moyen de s'échapper est que Byleth absorbe son individualité et son esprit, lui accordant des pouvoirs surhumains mais au prix de son existence dans l'esprit de ce dernier. Revenant dans son monde, Byleth tue Solon, qui déclare en expirant que sa mort est sans importance et que Thales, le mage noir responsable de la mort de Jeralt, saura mener à bien leur mission sans lui. Après le combat, Byleth tombe d'épuisement et se réveille dans les bras de Rhea, qui lui avoue avoir toujours su que le pouvoir de Sothis résidait en lui et qu'elle espérait qu'il se manifesterait un jour. 
Rhea explique à Byleth que maintenant qu'il détient le pouvoir de Sothis, il doit se rendre dans la tombe sacrée et s'asseoir sur le trône qui y siège afin de recevoir une vision de la Déesse. Accompagné par Rhea et sa classe dans la tombe, Byleth prend place sur le trône, mais rien ne se passe. À cet instant, des soldats de l'empire d'Adrestia commandés par l'Empereur des Flammes pénètrent dans la tombe et commencent à la piller de ses gemmes emblématiques. Après le combat, le masque de l'Empereur des Flammes tombe, révélant qu'il s'agissait d'Edelgard. Cette dernière annonce qu'elle a officiellement pris la succession de son père et est désormais la nouvelle impératrice d'Adrestia. Elle s'enfuit avec Hubert, retourne à Enbarr, la capitale impériale, et déclare la guerre à l'Église de Seiros.

#### Bond dans le temps: Lune d'azur, Vent émeraude, Neige argentée
À partir d'ici, le tronc commun prend fin et l'histoire se développe en trois branches : Neige argentée si Byleth est le professeur des Aigles de jais, Lune d'azur s'il est celui des Lions de saphir, ou Vent émeraude s'il est celui des Cerfs d'or.
Quoi qu'il en soit, l'armée impériale prend d'assaut le monastère, et Rhea demande à Byleth de lui succéder si malheur devait lui arriver au cours de cette bataille. Seteth exige de Rhea qu'elle explique enfin qui est réellement Byleth. Elle admet que Byleth est le réceptacle de la déesse Sothis, avec qui il est destiné à ne faire plus qu'un et ainsi permettre sa résurrection. Lors de la bataille qui s'ensuit, Byleth semble prendre le dessus sur Edelgard, mais cette dernière appelle les renforts de son oncle, le seigneur Volkhard von Arundel. Dans une tentative désespérée de sauver le monastère, Rhea déclare qu'elle ne laissera pas la tragédie du Canyon Rouge se répéter et se transforme en un dragon blanc colossal, l'Immaculée, qui décime les forces impériales. Attaquée par des bêtes démoniaques, elle est sauvée par Byleth après qu'il a fait évacuer les étudiants de l'académie. Cependant, c'est à cet instant que Thales intervient et fait tomber Byleth dans un profond ravin. Après quoi, malgré de lourdes pertes, l'armée impériale remporte la bataille, force les chevaliers de Seiros à la capitulation, et fait Rhea prisonnière. En représailles, Faerghus et Leicester déclarent la guerre à Adrestia, avant une ellipse de cinq ans.
Sur la route Lune d'Azur, Byleth se réveille au bout de cinq ans et retrouve Dimitri dans un Garreg Mach dévasté. Ce dernier a été chassé de son royaume par un coup d'État orchestré par des nobles favorables à l'empire. Loin de l'idéal chevaleresque qu'il incarnait plus tôt, Dimitri est amer, désabusé et instable alors qu'il est hanté par des visions de ses proches ayant perdu la vie qui le supplient de tuer Edelgard à n'importe quel prix. Les anciens Lions de saphir, ainsi que ce qu'il reste des forces de l'Église, se réunissent au monastère comme ils se l'étaient promis cinq ans plus tôt et se rallient à Dimitri malgré son comportement erratique. Plutôt que de reconquérir son royaume, Dimitri préfère marcher sur la capitale impériale, et force une bataille entre Faerghus, Adrestia et Leicester sur la plaine de Gronder, qui se termine dans un bain de sang pour tous les camps. À cette occasion, Rodrigue, le père de Felix et mentor de Dimitri, se sacrifie pour protéger son suzerain d'un assassin. Grâce aux conseils de Byleth, cette expérience permet à Dimitri de réaliser combien il compte pour son peuple et d'abandonner son désir de vengeance pour un temps pour se concentrer sur sa priorité en tant que souverain : la libération de ses sujets du joug impérial et de ses collaborateurs. Après avoir enfin sécurisé ses terres, Dimitri vient à la rescousse de Claude sur le territoire de l'alliance alors que ce dernier est encerclé par les forces impériales. Par la suite, Claude dissout l'alliance et cède ses terres à Dimitri avant de quitter Fódlan pour assouvir ses ambitions personnelles. Ayant enfin unifié toutes les forces de Faerghus, de Leicester et de l'Église, Dimitri lance sa contre-attaque et envahit Adrestia, mais plus dominé par ses instincts vengeurs, il organise une rencontre avec Edelgard pour négocier les termes de la paix. Cependant, Edelgard refuse, estimant qu'il n'y a de compromis possible permettant d'atteindre ses idéaux. Au terme de la guerre, Dimitri, Byleth et l'armée de Faerghus pénètrent dans le palais impérial et Dimitri tente une dernière fois de raisonner Edelgard. En vain, Edelgard refusant sa miséricorde et tentant une dernière attaque désespérée alors que Dimitri l'abat pour se défendre. L'empire vaincu, Fódlan est unifié sous la seule bannière du Royaume de Faerghus avec Dimitri à sa tête. Rhea, enfin libérée, abdique de ses fonctions d'archevêque de l'Église de Seiros, et Byleth lui succède.
Sur la route Vent émeraude, c'est naturellement Claude que Byleth retrouve à Garreg Mach à son réveil. Les anciens Cerfs d'or, ainsi que ce qu'il reste des forces de l'Église, se réunissent au monastère comme ils se l'étaient promis cinq ans plus tôt et se rallient à Claude. Rassemblant des alliés et du soutien, Byleth et Claude envahissent Adrestia. Alors qu'ils affrontent l'impératrice Edelgard et ses forces sur la plaine de Gronder, une armée originaire de Faerghus menée par Dimitri rejoint également la bataille, résultant en une grande bataille entre les trois factions. Au terme de celle-ci, Edelgard est contrainte de se retirer tandis que Dimitri est tué par les forces impériales. Byleth et Claude s'emparent par la suite du fort Merceus, une place-forte au positionnement stratégique, grâce à l'aide inattendue de la nation étrangère d'Almyra, dont le père de Claude est originaire. Claude avoue qu'il a secrètement pris la décision controversée d'ouvrir des relations avec ce pays ne pratiquant pas le culte de Seiros, à l'encontre de la doctrine de l'Église en œuvre durant des siècles. Il annonce qu'il souhaite par ailleurs ouvrir les frontières de Fódlan et mettre fin à son isolationnisme au terme de la guerre. Byleth et Claude attaquent la capitale impériale, tuent Edelgard et libèrent Rhea, mais apprennent d'une note d'Hubert que la guerre actuelle ainsi que celle ayant eu lieu 1000 ans auparavant ont été en réalité causées par un groupe appelé les Serpents des Ténèbres, dirigés par Thales et dont Kronya et Solon étaient membres. L'armée de Claude localise et vainc les Serpents des Ténèbres dans leur ville souterraine, Shambhala. Thales tente en vain de les arrêter avec une pluie de missiles, mais cette dernière est arrêtée par Rhea, transformée en l'Immaculée. Claude exige des explications à Rhea sur les origines de cette faculté. Cette dernière met enfin la lumière sur l'histoire de Fódlan : Sothis était sa mère et ils appartenaient à un peuple de dragons, les Nabatéens, qui résidaient à Zanado. Ils ont été pratiquement exterminés par le roi Nemesis et les 10 Braves, qui n'étaient rien de plus qu'une bande de voleurs, et se sont approprié leurs pouvoirs, forgeant les reliques et les emblèmes. Rhea, qui à cette époque s'appelait Seiros, était l'une des rares survivantes et leva une armée pour terrasser Nemesis et ses alliés : la civilisation d'Agartha, ancêtres des Serpents des Ténèbres. Après sa victoire, elle choisit cependant de faire anoblir les descendants des 10 Braves, afin de garder sous surveillance les reliques et les emblèmes. Toujours sous le choc de ces révélations, Claude et Byleth apprennent que Nemesis et ses comparses ont été ressuscités par les Serpents des Ténèbres juste avant leur disparition, et qu'ils marchent actuellement sur le monastère pour se venger de Seiros. Après une dernière bataille, l'armée de morts-vivants de Nemesis est vaincue, Fódlan est unifié sous le règne de Byleth alors que Claude retourne à Almyra pour que les deux pays puissent enfin ouvrir de nouvelles relations.
La route Neige argentée est similaire, si ce n'est que Byleth ne s'allie pas avec Claude mais plutôt avec les forces de l'Église et les anciens Aigles de jais autres qu'Edelgard et Hubert. Après avoir défait l'empire dans sa capitale et les Serpents des Ténèbres à Shambhala, Byleth apprend la vérité de la bouche de Rhea. Cette dernière finit cependant par perdre le contrôle en raison des blessures qu'elle a subi et doit être vaincue par Byleth et son armée dans une dernière bataille à Garreg Mach. Après quoi, Fódlan est unifié par l'Église, avec Byleth à sa tête.

#### Arc alternatif: Fleur vermeille
En plus des trois scénarios principaux, il existe un quatrième scénario caché au sein de la route des Aigles de jais. Ce scénario ne dure que dix-huit chapitres au lieu de vingt-deux. Si Byleth a assisté à la cérémonie de couronnement d'Edelgard, il peut choisir de se rallier à elle lorsqu'elle envahit la tombe sacrée, juste avant le début du conflit. Folle de rage, Rhea dénonce la traîtrise de Byleth et jure de reprendre le pouvoir de Sothis de ses propres mains. Elle se transforme en l'Immaculée alors que Byleth s'enfuit avec Edelgard et Hubert.
Byleth et les Aigles de jais parviennent à rejoindre un camp impérial, où ils jurent tous allégeance et fidélité à Edelgard. Elle avoue ses doutes et craintes à Byleth au sujet de cette guerre, ce dernier l'encourageant à poursuivre dans la voie qu'elle s'est tracée : l'unification de Fódlan et l'abolition de l'Église et de la noblesse. Les forces impériales ont commencé à diffuser le manifeste d'Edelgard au sein de la population d'Adrestia, dénonçant la corruption de l'Église et annonçant qu'elles ont déjà purgé l'empire des nobles qui ne soutiendraient pas cette nouvelle lutte. Les Aigles de jais forment quant à eux un nouvel escadron d'élite, Byleth à sa tête. Hubert explique que le rôle de l'escadron sera d'attaquer de front les chevaliers de Seiros pendant que l'armée principale encerclera le monastère et le capturera. Aidé par les généraux Randolph et Ladislava et le Chevalier macabre, l'escadron impérial prend le dessus durant la bataille de Garreg Mach et blesse Rhea. Cette dernière, enragée, se transforme en l'Immaculée à nouveau et attaque Byleth, projeté loin du champ de bataille. L'armée impériale triomphe in fine mais ne parvient toutefois pas à capturer Rhea, qui s'enfuit pour Fhirdiad, la capitale de Faerghus, et doit subir la perte de Byleth. Faerghus déclare la guerre à Adrestia en représailles avant une ellipse de cinq ans.
Byleth se réveille après cinq ans et retrouve Edelgard à Garreg Mach. L'escadron des Aigles de jais se réunit au monastère comme ils se l'étaient promis cinq ans plus tôt et se rallient à nouveau à Edelgard, alors que l'empire est en guerre contre le royaume de Faerghus. Edelgard décide d'attaquer l'alliance d'abord, et élimine Claude soit en l'exécutant, soit en le condamnant à l'exil en Almyra. Après quoi, l'empire concentre ses forces contre Faerghus en s'emparant de la réputée imprenable citadelle d'Arianrhod. Malgré leur coopération subreptice dans cette conquête, Edelgard s'oppose clairement aux ambitions des Serpents des Ténèbres, avec qui elle ne se considère toujours que comme une alliée de circonstances face à l'Église. En représailles, ces derniers font détruire la citadelle par un missile, mais Edelgard préfère ne pas avouer à ses compagnons cette alliance et prétend que la ville a été bombardée par l'armement de l'Église. En marche pour Fhirdiad, Dimitri et Edelgard se rencontrent au cours d'une bataille sur les plaines de Tailtean, aux dépens de Dimitri qui y laisse la vie. L'armée du royaume est forcée de se rendre après la perte de son souverain et Rhea se replie vers la capitale avec les derniers chevaliers de Seiros. Dans sa folie, elle met le feu à la ville, forçant Edelgard et Byleth à l'attaquer en terrain hostile alors qu'elle est transformée en l'Immaculée. Ils parviennent à la tuer à grand peine, mais Byleth s'effondre après cette victoire. La mort de Rhea cause en effet la dissolution de la gemme emblématique de Sothis qu'elle avait placé dans le cœur de Byleth juste après sa naissance. Le cœur de Byleth peut enfin battre, ce qui lui permet de reprendre connaissance, mais il perd les pouvoirs qu'il a hérité de son association avec Sothis. Au terme du conflit, Edelgard unifie Fódlan sous la bannière impériale, abolit l'Église, la noblesse et le caractère héréditaire de sa propre fonction dont l'occupant sera désormais déterminé par le mérite. Dans l'épilogue, il est mentionné qu'Edelgard a également éliminé les Serpents des Ténèbres dès lors que leur coopération n'avait plus lieu d'être.

## Système de jeu

### Généralités
Le jeu fonctionne selon un système de calendrier interne. Chaque semaine, le joueur peut choisir entre quatre activités : le quartier libre, un séminaire, des batailles annexes ou une journée de repos,.
Pendant le quartier libre, il peut contrôler librement son personnage à l'intérieur du monastère et interagir avec des personnages non-joueurs. Sous certaines conditions, le personnage principal peut recruter des élèves d'autres maisons dans la sienne. Parmi les activités possibles, on compte la cantine, qui permet d'améliorer les relations avec les personnes que l'on invite à manger, une session de dégustation de thé à l'occasion d'anniversaire, une chorale dans la cathédrale pour augmenter sa foi et ses relations, ou encore la pêche et l'agriculture, qui fournissent des ingrédients pour la cantine. Chaque action coûte un point d'activité. En gagnant de l'expérience, le joueur peut obtenir plus de points d'activité.
Le lendemain de cette journée d'activité au choix est une journée de cours. Il est possible de faire du tutorat personnalisé aux élèves, en choisissant la compétence à améliorer. Une activité de groupe permet à deux élèves d'effectuer des corvées pour améliorer une autre caractéristique. Enfin, le joueur peut fixer des objectifs pour chaque élève, ce qui influence leurs révisions.
À la fin de chaque mois, la maison et son professeur sont envoyés en mission, un combat qui fait avancer l'histoire.

### Combats
Fire Emblem: Three Houses est un jeu de rôle tactique au tour par tour, en vue du dessus, qui reprend le gameplay typique de la franchise. Le joueur déplace et fait agir ses unités sur une carte formant une grille quadrillée afin d'accomplir l'objectif du chapitre et passer au suivant. Chacune de ses unités peut se déplacer, attaquer un ennemi, utiliser un objet, interagir avec son environnement, voire soigner des alliés pour les guérisseurs. Une fois que toutes les unités ont agi, ou dès qu'il le souhaite, le tour du joueur prend fin et celui de l'ennemi débute, et ainsi de suite. Au fur et à mesure de sa progression, ses unités acquièrent de l'expérience et peuvent gagner en puissance, apprendre de nouvelles aptitudes et évoluer vers des classes plus avancées.
Le joueur peut choisir deux modes et deux niveaux de difficulté au lancement de sa partie. En mode débutant, un personnage dont la barre de vie descend à 0 au cours d'une bataille est seulement blessé et peut revenir au chapitre suivant. En mode classique, il meurt et ne peut plus combattre ni continuer les dialogues de soutien avec le personnage joueur. Un autre choix permet de décider de la difficulté des combats : normal ou difficile. Un niveau de difficulté Expert est annoncé pour après le lancement du jeu et paraît le 10 septembre 2019.
Au cours des combats, il est possible d'utiliser une Impulsion Divine pour revenir en arrière et faire de meilleurs choix. Le nombre d'utilisations de la fonctionnalité est cependant limité en difficulté Normal et Expert.
Sur les cartes de jeux, il existe plusieurs types de terrain : certains permettent de se téléporter, de regagner de la vie ou encore d'améliorer certaines statistiques tant qu'on s'y tient.
Le triangle des armes, historique dans la franchise, donne l'avantage à certaines armes sur d'autres. Ce mécanisme est atténué dans Fire Emblem: Three Houses afin de laisser plus de choix aux joueurs. Une nouveauté est l'existence des escouades : elles sont affectées à chaque personnage et lui confèrent de la puissance supplémentaire, ainsi que des actions spéciales. Les escouades se regroupent si le joueur initie une attaque dans une case adjacente à d'autres alliés.

### Autres fonctionnalités

#### Certificats
Chaque mois, les personnages du jeu peuvent passer un examen pour recevoir un certificat et changer de classe. Chaque étudiant est éligible à la plupart des classes, mais certaines classes sont restreintes en fonction du genre du personnage ou peuvent être plus ou moins adaptées aux forces et aux faiblesses de chacun. Le personnage joueur peut lui aussi passer ces certifications.

#### Soutien
Comme dans les autres jeux de la franchise, les relations entre les personnages s'expriment par des dialogues débloqués à chaque niveau de soutien. Ce niveau peut être amélioré grâce à des options de dialogues et à des activités telles que le partage d'un repas ou la participation à une chorale. Si la relation atteint son niveau maximum entre deux personnages, il est possible qu'ils se marient à la fin du jeu,.

#### Mode en ligne
Le mode en ligne apporte trois fonctionnalités au jeu. D'abord, on peut découvrir la voie la plus choisie par les autres joueurs autour du monde pour différents choix, par exemple le type d'activité d'une journée précise ou la personne à qui le plus de cadeaux ont été offerts pendant un mois spécifique. Ensuite, il est possible d'envoyer des étudiants et des cadeaux vers le monastère d'autres joueurs. Quand on reçoit un étudiant en échange, on peut l'utiliser en combat en soutien d'unités principales. Enfin, lors des combats annexes appelés Escarmouches, des cases indiquent des endroits où les autres joueurs ont eu des difficultés. Si on y survit assez longtemps, on obtient des récompenses supplémentaires.

#### Amiibo
L'utilisation des amiibo fournit des objets bonus si le personnage n'est pas de la franchise Fire Emblem et des musiques supplémentaires des opus précédents s'il s'agit de figurines de la franchise.

### Nouvelle partie Plus
Si le joueur termine une partie avec succès, il débloque une « Nouvelle partie Plus » qui apporte des avantages supplémentaires et permet de retrouver son ancien niveau plus rapidement qu'en partant de zéro. Le niveau de tous les personnages est réinitialisé. La partie précédente se solde par un certain nombre de points de renommée, utilisables pour acheter des points d'activité, du soutien, des compétences et des bonus de maîtrise de classe.

## Développement

### Studios
L'entreprise Nintendo ne se charge que de la production du jeu. Fire Emblem: Three Houses est d'abord développé par Intelligent Systems : l'entreprise se charge de l'aspect artistique du jeu et du game design.
En février 2019, Nintendo annonce avoir recruté le studio de développement Koei Tecmo en plus,. Ce studio se charge de la programmation du jeu. Le chef d'équipe affirme n'avoir inclus que des fans de la franchise dans l'équipe de développement.
Nintendo a l'habitude de travailler avec l'entreprise japonaise de localisation 8-4 pour adapter ses jeux aux marché occidentaux et les traduire. Exceptionnellement, ce n'est pas le cas pour Fire Emblem: Three Houses, qui est traduit en interne par la branche de Kyoto de Nintendo.

### Annonces de lancement

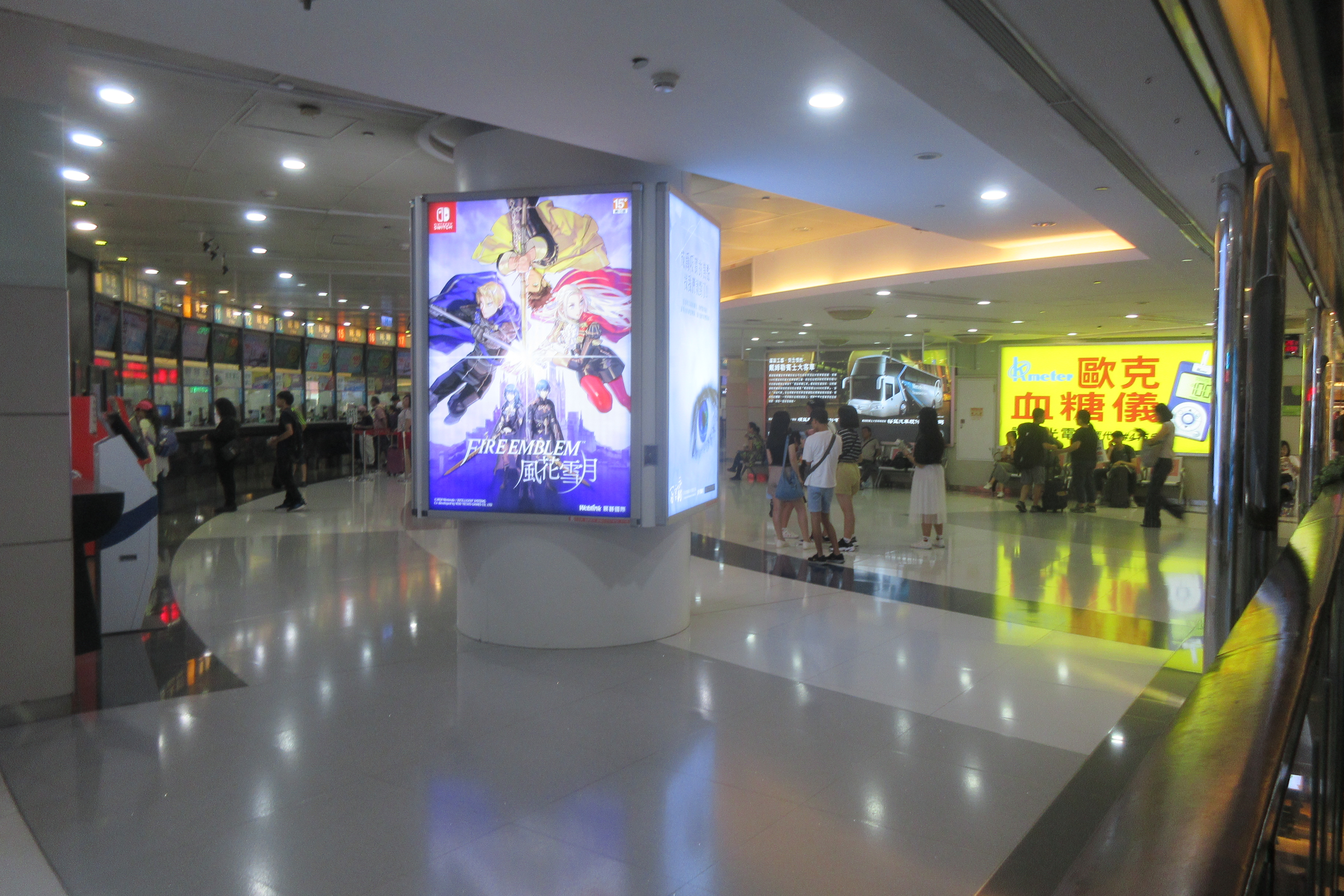
Publicité du jeu à Taïwan

Le jeu est annoncé en janvier 2017, lors du Nintendo Direct, renommé « Fire Emblem Direct » à l'occasion. Le jeu, provisoirement intitulé Fire Emblem 2018 par Nintendo, est prévu pour 2018 et porté sur Nintendo Switch. En dehors du spin-off Fire Emblem Warriors, il s'agit du premier jeu de la série à sortir sur console de salon depuis Fire Emblem: Radiant Dawn en 2008. 
À l'occasion de l'E3 2018, en juin 2018, le jeu prend officiellement pour titre Fire Emblem: Three Houses. Il est annoncé pour l'hiver 2018 au Japon et pour le printemps 2019 dans le reste du monde. 
Une bande-annonce de 5 min est publiée en février 2019 et précise la date définitive de lancement du jeu pour le 26 juillet 2019.  
Une bande-annonce japonaise sort le 4 juillet 2019.  
Le 5 juillet 2019, le graphiste en chef et le directeur du jeu organisent une démonstration en France à l'occasion de la Japan Expo.

## Bande-son

### Musique
La bande-son du jeu est réalisée par Takeru Kanazaki, assisté par Hiroki Morishita et Rei Kondoh et sous la supervision de Yuka Tsujiyoko.

### Doublage
Les dialogues sont doublés en japonais et en anglais. En anglais, le doubleur de la voix masculine de Byleth, Chris Niosi, est accusé de harcèlement et d'agressions sexuelles. Nintendo annonce donc vouloir le remplacer et recommencer le doublage de chacun de ses dialogues avec un autre acteur, Zach Aguilar.
Le tableau suivant présente les comédiens ayant participé au doublage du jeu. Certains personnages secondaires sont susceptibles de ne pas être inclus :
| Personnage                                   | Voix japonaise     | Voix anglaise                                                                            |
| -------------------------------------------- | ------------------ | ---------------------------------------------------------------------------------------- |
| Byleth Eisner (homme)                        | Yusuke Kobayashi   | Zach Aguilar (à partir de la mise à jour 1.0.2) Chris Niosi (avant la mise à jour 1.0.2) |
| Byleth Eisner (femme)                        | Shizuka Itoh       | Jeannie Tirado                                                                           |
| Edelgard von Hresvelg / Empereur des Flammes | Ai Kakuma          | Tara Platt                                                                               |
| Dimitri Alexandre Blaiddyd                   | Kaito Ishikawa     | Chris Hackney                                                                            |
| Claude von Riegan                            | Toshiyuki Toyonaga | Joe Zieja                                                                                |
| Jeralt Reus Eisner / Narrateur               | Akio Otsuka        | David Lodge                                                                              |
| Rhea / Seiros / L'Immaculée                  | Kikuko Inoue       | Cherami Leigh                                                                            |
| Sothis                                       | Tomoyo Kurosawa    | Cassandra Lee Morris                                                                     |
| Hubert von Vestra                            | Katsuyuki Konishi  | Robbie Daymond                                                                           |
| Ferdinand von Aegir                          | Taito Ban          | Billy Kametz                                                                             |
| Linhardt von Hevring                         | Shun Horie         | Chris Patton                                                                             |
| Caspar von Bergliez                          | Satoru Murakami    | Ben Diskin                                                                               |
| Bernadetta von Varley                        | Ayumi Tsuji        | Erica Mendez                                                                             |
| Dorothea Arnault                             | Juri Nagatsuma     | Allegra Clark                                                                            |
| Petra Macneary                               | Shizuka Ishigami   | Faye Mata                                                                                |
| Dedue Molinaro                               | Hidenori Takahashi | Ben Lipley                                                                               |
| Felix Hugo Fraldarius                        | Yuichi Jose        | Lucien Dodge                                                                             |
| Ashe Ubert                                   | Yuki Inoue         | Shannon McKain                                                                           |
| Sylvain Jose Gautier                         | Makoto Furukawa    | Joe Brogie                                                                               |
| Mercedes von Martritz                        | Yumiri Hanamori    | Dorothy Fahn                                                                             |
| Annette Fantine Dominic                      | Takako Tanaka      | Abby Trott                                                                               |
| Ingrid Brandl Galatea                        | Manaka Iwami       | Brittany Cox                                                                             |
| Lorenz Hellman Gloucester                    | Hiroshi Watanabe   | Ben Diskin                                                                               |
| Raphael Kirsten                              | Takaki Ootomari    | Zachary T. Rice                                                                          |
| Ignatz Victor                                | Shogo Yano         | Christian La Monte                                                                       |
| Lysithea von Ordelia                         | Aoi Yuki           | Janice Roman Roku                                                                        |
| Marianne von Edmund                          | Sawako Hata        | Xanthe Huynh                                                                             |
| Hilda Valentine Goneril                      | Yuki Kuwahara      | Celeste Henderson                                                                        |
| Leonie Pinelli                               | Sakura Nogawa      | Ratana                                                                                   |
| Seteth                                       | Takehito Koyasu    | Mark Whitten                                                                             |
| Flayn                                        | Yuko Ono           | Deva Marie Gregory                                                                       |
| Hanneman von Essar                           | Kenji Hamada       | Dan Woren                                                                                |
| Manuela Casagranda                           | Sachiko Kojima     | Veronica Taylor                                                                          |
| Jeritza von Hrym / Chevalier macabre         | Atsushi Imaruoka   | Patrick Seitz                                                                            |
| Alois Rangeld                                | Manabu Sakamaki    | Raymond K. Essel                                                                         |
| Gilbert Pronislav                            | Hiromichi Kogami   | Doug Stone                                                                               |
| Catherine                                    | Chie Matsuura      | Laura Post                                                                               |
| Shamir Nevrand                               | Yurina Watanabe    | Allegra Clark                                                                            |
| Anna                                         | Saori Seto         | Karen Strassman                                                                          |
| Cyril                                        | Kengo Kawanishi    | Griffin Burns                                                                            |
| Garde                                        | Shinobu Matsumoto  | Kyle McCarley                                                                            |
| Nemesis                                      | Naomi Kusumi       | Jamieson Price                                                                           |
| Thales / Volkhard von Arundel                | Masaki Terasoma    | Chris Smith                                                                              |
| Kronya / Monica von Ochs                     | Marika Kuono       | Colleen O’Shaughnessey                                                                   |
| Solon / Tomas                                | Shinya Fukumatsu   | Joseph Whimms                                                                            |
| Cornelia Arnim                               | Akemi Okamura      | Jessica Gee-George                                                                       |
| Metodey                                      | Takahiro Miwa      | Todd Haberkorn                                                                           |
| Yuri Leclerc                                 | Junya Enoki        | Alejandro Saab                                                                           |
| Balthus von Albrecht                         | Subaru Kimura      | Aaron Hedrick                                                                            |
| Constance von Nuvelle                        | Sarah Emi Bridcutt | Kirsten Day                                                                              |
| Hapi                                         | Sachika Misawa     | Christine Marie Cabanos                                                                  |
| Aelfric Dahlman                              | Daisuke Hirakawa   | Michael Sinterniklaas                                                                    |

## Commercialisation

### Éditions
La jaquette du jeu est la même dans le monde entier.
Le jeu existe en coffret physique et en version dématérialisée sur la boutique en ligne Nintendo. Nintendo sort également une édition limitée, qui inclut un artbook, un boîtier métallique, la bande-son sur clés USB et les badges des trois maisons.
Au Japon, l'édition collector est nommée Fódlan Collection. Elle inclut une boîte spéciale illustrée par Kazuma Kodaka, le jeu dans un boîtier métallique, un artbook de 128 pages et un CD avec 33 musiques du jeu.

### Offres commerciales
En juillet 2019, Nintendo annonce que l'achat de Fire Emblem: Three Houses permet de gagner le personnage principal, Byleth, dans le jeu mobile Fire Emblem Heroes.

### Contenu téléchargeable
Quatre vagues de DLC sont sorties sous la forme d'un pass d'extension entre la sortie du jeu et février 2020. Ce contenu supplémentaire payant propose de nouvelles cartes, de nouveaux personnages, des modifications esthétiques et des quêtes annexes supplémentaires.
À la sortie de jeu, la première vague de DLC était déjà présente. Elle propose un costume alternatif pour Byleth.
La seconde vague de contenue sort le 10 septembre 2019. Elle ajoute d'autres costumes alternatifs pour les élèves du monastère mais aussi une paire de lunettes pour Byleth. En plus de ces éléments cosmétiques, une carte d'escarmouche fait son apparition. Enfin, la mise à jour gratuite apporte un nouveau mode de difficulté et un changement de voix pour la version masculine de Byleth.
La troisième vague sort le 8 novembre 2019. Il propose l'ajout de Jeritza (gratuitement et seulement sur certaines routes) et d'Anna, personnage récurrent de la franchise en personnages jouable avec de nouveaux dialogues et de nouvelles activités au monastère et en ligne. De plus, Anna et Jeritza auront le droit à une bataille annexe. Le sauna est aussi disponible au monastère ainsi que des tenues de domestique/majordome pour les personnages jouables, la possibilité de jouer avec les chiens et les chats, de nouvelles quêtes et deux nouveaux bataillons de domestiques et majordome. La mise à jour gratuite augmente le nombre de sauvegarde disponible à 25.
Les possesseurs du pass d'extension reçoivent également une tenue au couleur de Sothis pour Byleth le 18 décembre 2019.
La dernière vague appelée Ombres embrasées sort le 13 février 2020. Elle propose un scénario parallèle à l'histoire principale incluant 4 nouveaux personnages jouables de la maison des Loups de cendre. Finir ce scénario permet de recruter ces nouveaux héros dans l'histoire principale. Il propose aussi 4 nouvelles classes tirées des opus précédents, de nouveaux ennemis, de nouvelles reliques de héros, de nouveaux bataillons, de nouveaux costumes, de nouvelles quêtes et missions annexes. La mise à jour gratuite permet de prendre le thé avec Rhéa, changer la tenue des personnages jouables entre leur tenue d’académie et leur tenue post-ellipse, ajoute une conversation de soutien pour Bernadetta et une tenue de danseur pour Byleth.

## Accueil

### Réception
Fire Emblem: Three Houses a reçu des critiques généralement positives, au regard de la note de 89/100 délivrée par l’agrégateur Metacritic, qui fait la moyenne des notes délivrées par la presse spécialisée dans le monde. 
L'ambition du jeu et sa prise de risques sur le plan de la formule de gameplay, alors que les deux précédents épisodes principaux originaux étaient les plus grands succès commerciaux de la série jusqu'alors et que se reposer sur ces appuis aurait été la solution de facilité, est louée par la plupart des commentateurs. Les critiques ont également été réceptives à l'attention portée à l'écriture de l'intrigue et des personnages, qui élèvent l'expérience de jeu en facilitant l'investissement du joueur. Le doublage anglais comme japonais a également été bien reçu.
Parmi les reproches soulevés, la faible difficulté du jeu avant l'ajout du mode expert et les graphismes décevants, en particulier les textures et ce malgré une direction artistique maîtrisée, sont souvent signalés. La nécessité de recommencer plusieurs parties pour explorer l'histoire dans sa totalité (requérant un investissement en temps conséquent) est également regrettée.

### Ventes
Sur sa première semaine, Fire Emblem: Three Houses est en première place des ventes britanniques de jeux physiques. Il se vend plus du double du nombre d'exemplaires de Fire Emblem Fates et presque le double de Fire Emblem: Awakening, et le jeu atteint également le double des ventes du deuxième jeu du classement, Wolfenstein: Youngblood.
En France, le jeu dans sa version classique est en tête des ventes enregistrées par le Syndicat des éditeurs de logiciels de loisirs, juste devant son édition collector en deuxième position, pour la semaine de son lancement.
Au 30 septembre 2019, le jeu s’est vendu à 2,29 millions d’exemplaires dans le monde entier, ce qui fait de lui le deuxième jeu Fire Emblem le mieux vendu,.
Le 31 Décembre 2021, Nintendo annonce avoir écoulé 3.82 millions d'unités à travers le monde. Fire Emblem: Three Houses devient donc officiellement l'épisode le plus vendu de la série, dépassant Fire Emblem Fates et ses 3,05 millions.

### Prix et distinctions
Fire Emblem: Three Houses a remporté le prix du meilleur jeu de stratégie de l'année, ainsi que le prix de la "voix des joueurs" (jeu le plus populaire d'après le public) à l'édition 2019 de la cérémonie des Game Awards. Il remporte également le prix du meilleur jeu de stratégie/simulation à la 23ème cérémonie des DICE Awards, le prix du meilleur jeu de stratégie aux NAVGTR Awards, et enfin le prix de l'excellence aux Japan Game Awards en 2020.
Dans un classement dressé en décembre 2023, la rédaction de Game Informer positionne le jeu au 5e rang des dix meilleurs jeux sortis sur Nintendo Switch.

## Postérité
Le jeu de hack 'n' slash dérivé Fire Emblem Warriors: Three Hopes, sorti le 24 juin 2022 sur Nintendo Switch, se déroule dans le même univers que Three Houses.
Byleth, le protagoniste principal, est l'un des personnages auxquels il est possible de faire appel grâce aux Emblèmes dans Fire Emblem Engage. Le trio de protagonistes Edelgard, Dimitri et Claude obtiennent également un anneau à eux trois, disponible dès la sortie du jeu pour les joueurs ayant acheté le pass d'extension. 
De nombreux personnages du jeu ont fait une ou plusieurs apparitions dans le jeu mobile Fire Emblem Heroes, ainsi que dans le jeu de cartes dérivé Fire Emblem 0 (Cipher).
Byleth est également l'un des combattants DLC du jeu de combat Super Smash Bros. Ultimate. Le Monastère de Garreg Mach devient par la même occasion un nouveau stage, et de nombreux personnages du jeu apparaissent en tant qu'esprits.